# Barataria (zatoka)
Barataria (ang. Barataria Bay) – zatoka u wybrzeża Stanów Zjednoczonych, w delcie rzeki Missisipi, w południowo-wschodniej części stanu Luizjana. Stanowi odnogę Zatoki Meksykańskiej, od której odgrodzona jest przez wyspy Grand Isle (na niej miasto Grand Isle) i Grand Terre Islands. Administracyjnie przynależy do parafii Plaquemines oraz Jefferson.
Na północy Bayou St. Denis łączy zatokę z Wewnętrzną Przybrzeżną Drogą Wodną.
Obszar zatoki stanowi znaczący ośrodek hodowli krewetek oraz polowań na piżmaki amerykańskie (pozyskiwanie futer). Prowadzona jest tu eksploatacja złóż ropy naftowej i gazu ziemnego, na okolicznych terenach — wydobycie siarki.
W latach 1810–1814 nad wybrzeżem zatoki znajdowała się osada piracka, stanowiąca bazę wypadową Jeana Lafitte.
Nazwa zatoki pochodzi od hiszpańskiego słowa baratear (oszukiwać, zwodzić).